# Brenda Asnicar

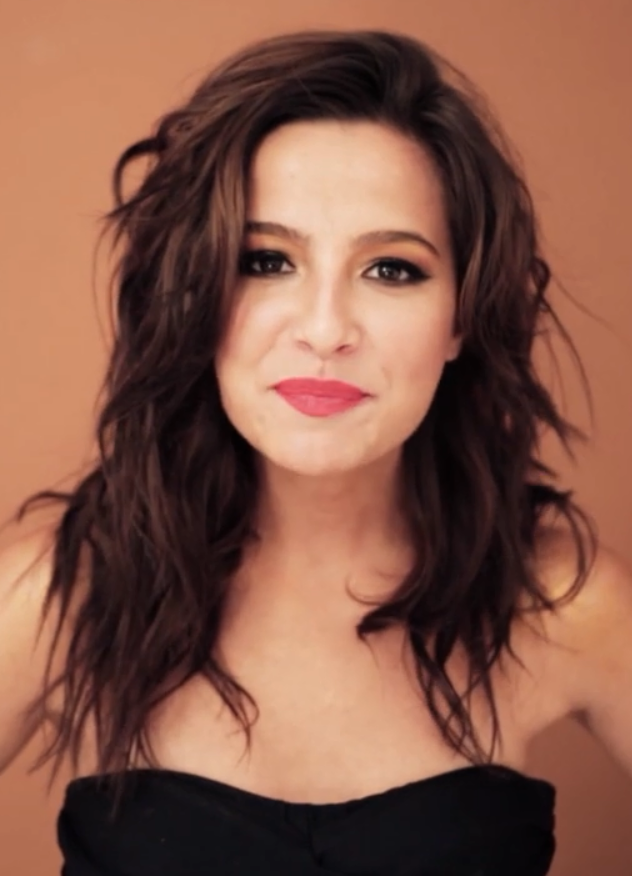
Brenda Asnicar

Brenda Daniela Asnicar Mendoza (* 17. Oktober 1991 in San Isidro (Buenos Aires)) ist eine argentinische Schauspielerin, Sängerin und Tänzerin.
In Lateinamerika ist sie vor allem durch die Telenovela Patito Feo und die Serie Cumbia Ninja bekannt.

## Leben
Brenda Asnicar wurde in San Isidro, einem Vorort von Buenos Aires, geboren und ist italienischer sowie slowenischer Herkunft. Sie ist die Tochter von Gustavo Asnicar und Adriana Mendoza und hat einen Bruder namens Iván.
In ihrer Kindheit besuchte sie das italienische Kulturzentrum Villa Adelina und lernte dort Italienisch.
Asnicar ist römisch-katholischen Glaubens.

## Filmografie
- 2001–2003: La Banda de Cantaniño (Show)
- 2003–2006: Chicos Argentinos (Show)
- 2007–2008: Patito Feo (Telenovela)
- 2009: Mia, mi amiga invisible (Telenovela)
- 2010–2011: Sueña Conmigo (Telenovela)
- 2011–2012: Los Únicos (Serie)
- 2012–2013: Corazón Valiente (Telenovela)
- 2013–2015: Cumbia Ninja (Serie)

## Diskografie

### Alben
- 2003: Caminos
- 2007: Patito Feo: la historia más linda
- 2008: Patito Feo: la vida es una fiesta
- 2010: Sueña conmigo: la canción de tu vida
- 2011: Sueña conmigo 2
- 2013: Cumbia Ninja: ojos en la espalda
- 2014: Cumbia Ninja 2: subiré al infierno

## Auszeichnungen
- MTV Millenial Awards (2015)